# Johann Jakob Greif
Johann Jakob Greif (auch: Johann Jacob Greiff; * 1699 in Meißen; † 16. Januar 1767 in Mölbis) war ein deutscher lutherischer Theologe und Historiker.

## Leben
Greif besuchte das Gymnasium St. Afra in seiner Heimatstadt und studierte ab dem  Sommersemester 1718 an der Universität Leipzig. Später wechselte er an die Universität Wittenberg, wo er am 16. Oktober 1723 den akademischen Grad eines Magisters der Philosophie erwarb. Seine theologischen Studien brachten ihm eine Stelle als Vesperprediger an der Leipziger Paulinerkirche ein. Er stieg im theologischen Dienst auf, übernahm 1732 die Pfarrei in Gerichshain und wurde im Folgejahr Pfarrer in Mölbis, wo er bis zu seinem Lebensende wirkte.
Vor allem hat sich Greif durch seine sechsjährige Wirksamkeit an der Herausgabe der Leipziger Ausgabe von Martin Luthers  Werken verdient gemacht. Dabei arbeitete er unter anderem mit Johann Heinrich Zedler als Verleger zusammen. Neben einigen theologischen Schriften beschäftigte er sich unter anderem auch mit der historischen Aufarbeitung von Luthers Haus- und Kirchenpostille.

## Werkauswahl
- Comuientatio exegetica de amico sponsi ad Joh. III, 29. Leipzig 1726.
- Kurzer Unterricht für Christliche Communicanten. Leipzig 1739.
- Diss. exeg. in oraculum Christi percolantes calices et deglutientes camelum, ad Matth, XXIII, 24. Leipzig 1748.
- Vollständige Register über die XXII Leipziger Theile der gesammten Schriften des sel. D. Martin Luther's; nebst einem auf die Wittenbergischen, Jenischen, Altenburgischen und die andern Teutschen Tomos eingerichteten Repertorio, imgleichen einem Supplemente und Nachlese verschiedener Schriften, und vieler meistentheils annoch unedirten Briefe Lutheri mit einer Vorrede Hrn. D. Christi. Fried. Börner u. s. w. Leipzig 1740.
- Historische Nachricht von Lutheri Kirchenpostille; als Vorrede zu dieser Postille. Leipzig 1731.
- Historische Nachricht von M. Dietrich's sowohl, als M. Röreres unterschiedenen Ausgaben von Lutheri Hauspostille; als Vorrede zu dieser Postille. Leipzig 1737.